# Onychopterocheilus bensoni
Onychopterocheilus bensoni är en stekelart som först beskrevs av Giordani Soika 1943.  Onychopterocheilus bensoni ingår i släktet Onychopterocheilus och familjen Eumenidae. Inga underarter finns listade i Catalogue of Life.